# Cousin Skeeter
Cousin Skeeter est une série télévisée américaine en 52 épisodes de 22 minutes, créée par Phil Beauman, Alonzo Brown et Brian Robbins, et diffusée du 1er septembre 1998 au 19 mai 2001 sur Nickelodeon.
En France, la série a été diffusée du 2 janvier 2002 au 31 août 2008 sur Canal J. Elle a également été diffusée de novembre 2005 à juin 2008 sur Nickelodeon. La chaîne rediffusera la série en 2012 avant de perdre les droits de diffusion. 
La série revient en juillet 2015 cette fois-ci sur Nickelodeon Teen et reste à l'antenne pendant 5 ans jusqu'en janvier 2021, avant d'être arrêtée.

## Synopsis
La série met en scène Bobby (Robert Ri'chard), un jeune garçon dont la vie a basculé depuis que son étrange cousin, nommé Skeeter, est venu vivre avec lui et ses parents. Avec l'aide de Skeeter, Bobby reçoit les leçons de la vie et apprend à combattre les hauts et les bas de l'adolescence. La série inclut également Meagan Good, la meilleure amie de Bobby, dans le rôle de Nina, Rondell Sheridan dans le rôle d'André, le père de Bobby, et Angela Means dans le rôle de Vanessa, la mère de Bobby. Skeeter, quant à lui, est un pantin doublée par Bill Bellamy dans la version originale. 
Dans l'émission, Skeeter est traité comme un humain normal. Les personnages ne prêtent pas attention au fait qu'il soit un pantin. La série utilisait généralement des rires pré-enregistrés.
Le générique de la série est une version alternative de la musique de 1997 intitulée Steelo du groupe 702 (en), écrit par Missy Elliott.

## Fiche technique
- Titre : Cousin Skeeter
- Création : Phil Beauman, Alonzo Brown, Brian Robbins
- Production : Brian Robbins, Mike Tollin, Joe Davola, Brad Kaay, Jerry Perzigian
- Sociétés de production : Tollin/Robbins Productions, Nickelodeon Productions
- Pays de production :  États-Unis
- Langue d'origine : anglais
- Chaîne d'origine : Nickelodeon
- Genre : Sitcom
- Durée : 22 minutes
- Dates de première diffusion :
  - États-Unis : 1er septembre 1998 sur Nickelodeon
  - France : 2 janvier 2002 sur Canal J
- Public : Tout public

## Personnages
- Skeeter (Bill Bellamy, VF : Lucien Jean-Baptiste) : l'un des deux personnages principaux de la série (en fait représenté par un pantin et doublé par Bill Bellamy), dont la vie a changé depuis qu'il vit avec son cousin Bobby. Il possède une grande bouche, il est impulsif et passe son temps à draguer les filles dans chaque épisode. Souvent, Bobby est très frustré au fur et à mesure des problèmes que lui apporte Skeeter, mais au fond, il adore son cousin. Skeeter est également ami avec certaines célébrités incluant Michael Jordan, MC Lyte (dont il a apparemment sauvé la vie) et Dennis Rodman. Il se met souvent en rogne lorsque des gens lui parlent de sa petite taille.

- Robert "Bobby" Walker (Robert Ri'chard, VF : Yann Le Madic) : le deuxième personnage principal de la série Cousin Skeeter. Bobby déteste l'attitude de Skeeter, mais le pardonne souvent car il adore son cousin. Il apparaît souvent aux côtés de Skeeter.

- André Walker (Rondell Sheridan, VF : Jean-Paul Pitolin) : le père de Bobby, apparaissant souvent avec sa femme.

- Nina Jones (Meagan Good, VF : Edwige Lemoine) : la meilleure amie de Bobby. Elle et Bobby semblent apparemment avoir un petit faible pour l'un envers l'autre. Elle est très bavarde.

- Vanessa Walker (Angela Means, VF : Annie Milon) : la mère de Bobby, apparaissant généralement avec son mari.

### Personnages secondaires
- Nicole (Tisha Campbell-Martin, VF : Véronique Volta) : Un pantin de sexe féminin ressemblant à Skeeter avec plus de classe et de bonnes manières, elle fait son apparition dans la deuxième saison aux côtés de Nina.
- Duke : Il apparaît dans les deux premières saisons de la série. Duke est le copain de Bobby et il apparaît dans certains épisodes.

## Épisodes
| Saison | Saison | Épisodes | États-Unis         | États-Unis     | France           | France           |
| Saison | Saison | Épisodes | Début              | Fin            | Début            | Fin              |
| ------ | ------ | -------- | ------------------ | -------------- | ---------------- | ---------------- |
|        | 1      | 20       | 1er septembre 1998 | 1er avril 1999 | 2 janvier 2002   | 11 novembre 2002 |
|        | 2      | 23       | 17 août 1999       | 8 juillet 2000 | 18 novembre 2002 | 29 octobre 2003  |
|        | 3      | 10       | 14 janvier 2001    | 19 mai 2001    | 5 novembre 2003  | 27 janvier 2004  |

### Saison 1 (1998-1999)
1. Un air de famille (A Family Thing (Pilot))
2. Au monde du jouet (Skeeter's Toy Story)
3. Le Basket selon Skeeter (Air Skeeter)
4. Skeeter le toqué (My Dinner Without Andre)
5. Le Roi des dinosaures (Tyrannosaurus Wrecked)
6. Le Cirque de Skeeter (Cirque Du Skeeter)
7. Skeeter chante le blues (Mo' Skeeter Blues)
8. En attendant le mannequin (Skeeter's House Of Style)
9. Docteur Skeeter (Doctor Skeeter)
10. Une vieille connaissance (Blast From the Past)
11. Skeeter joue les boy-scout (Skeeter's Help-a-Thon)
12. La Maison hantée du blues (Haunted House of Blues)
13. Tenue de mariée (The Bother of the Bride)
14. Apocalypse Skeeter (Apocalypse Skeeter)
15. Miracle sur la 32e rue (Miracle on 32nd Skeet)
16. Skeeter bricoleur (Skeeter Stays)
17. Le Match de catch (Skeeter's Suplex)
18. Les Enfants de chœur (Choir Boyz)
19. Passons incognito (Side Show Skeeter)
20. Skeeter passe à la télé (The Good Stuff)

### Saison 2 (1999-2000)
1. Les Dangers du changement de personnalité (Be Like Skeeter)
2. Skeeter Journaliste (Dirty Laundry)
3. Inspecteur Skeeter (The Bicycle Thief)
4. Devoirs et déboires (Take Me Out to the Ballgame)
5. Le match de baseball
6. Y a-t-il un chauffeur dans le bus ?  (Out of Control)
7. Dur, dur d'être un héros (Not So Great Outdoors)
8. La Guerre des boutons (The Volcano)
9. Le Cochon kidnappé (Two Men and a Baby Pig)
10. Déchaîné (Unchained)
11. Le Trésor perdu de Tombstone Gulch [1/2] (Hoo, I'm Wild Wild West, Part 1) cross-over avec Kenan et Kel (les personnages ne sont pas doublés par les comédiens de la série Hervé Rey et Pascal Grull mais par Mathias Kozlowski pour Kenan et Tony Marot pour Kel)[réf. nécessaire]
12. Le Trésor perdu de Tombstone Gulch [2/2] (Hoo, I'm Wild Wild West, Part 2) cross-over avec Kenan et Kel
13. Le Rêve hawaïen (Bowled Over)
14. Élections au lycée (The Candidate)
15. Où est passée grand-maman ? (Where's Grandma?)
16. Poisson d'avril (April Foolish)
17. Le Bébé de sucre (Sugar Daddy)
18. Les Risques du métier de laveur de voitures (Car Wash)
19. Une chanteuse nommée Skeesha (The Feminine Ms. Skeet)
20. Bodybuilding (Gym Dandy)
21. La Folle Mésaventure de l'espace [1/3] (New Kids on the Planet, Part 1)
22. La Folle Mésaventure de l'espace [2/3] (New Kids on the Planet, Part 2)
23. La Folle Mésaventure de l'espace [3/3] (New Kids on the Planet, Part 3)

### Saison 3 (2001)
1. Skeeter déménage (Coop Dreams)
2. Skeeter fait de la radio (Jezebel)
3. Les Aléas de la vie de lycée (Little Mr. Big Man on Campus)
4. Skeeter au golf (The Prince and the Butter)
5. Sorcellerie (Trading Places)
6. Message mensonger (Letter Loose)
7. Skeeter et l'engrais magique (Skeeter Says)
8. Le Rap de Skeeter (Radio Daze)
9. Durs pourboires (Bellboyz in the Hood)
10. La Nuit de l'iguane (Night of the Iguana)